# Majur
Majur  è un comune della Croazia di 1 490 abitanti della regione di Sisak e della Moslavina.